# نادي الهلال السعودي موسم 2007–08
موسم نادي الهلال السعودي لكرة القدم 2007-08 يعتبر الموسم الخمسين لنادي الهلال منذ تأسيسه 1957، وموسم الثاني والثلاثين في الدوري السعودي لكرة القدم، توج فيها بكأس ولي العهد و بطولة الدوري السعودي الممتاز لهذا الموسم بعد عودته بنظام النقاط وإلغاء نظام المربع الذهبي، تحت قيادة المدرب الروماني كوزمين أولاريو ليخطف الصدارة واللقب في الجولة الأخيرة (الثانية والعشرين) من الدوري على حساب نادي الاتحاد في استاد الأمير عبد الله الفيصل في جدة, ويرفع كابتن الفريق حارس المرمى المخضرم محمد الدعيع درع الدوري الحادي عشر في تاريخ النادي والبطولة رقم 47 في تاريخه متزعماً الأندية السعودية .
مع كثرة الاعتراضات على نظام المربع الذهبي وعدم الاستقرار على نظام معين، أعاد الاتحاد السعودي نظام الدوري إلى عهده السابق بمسماه القديم وبنظام النقاط موسم 2008, وتم اقرار طرق حسمه، وفيه أنه في حال تساوي فريقين برصيد نقطياً فإن لوائح المسابقة لا تنظر للمعدل التهديفي أو لفارق الاهداف بالمقام الأولى لتحديد صدارة الترتيب ويتم حساب نتيجة المواجهات المباشرة بين الفرق ., في موسم الدوري الممتاز 2007-2008 دخل نادي الاتحاد صاحب الأرض والجمهور مباراة الكلاسيكو في الجولة الأخيرة من الدوري وهو يملك فرصتي (الفوز أو التعادل) للحفاظ على الصدارة فيما دخل الهلال بفرصة الفوز فقط من أجل الوصول لنقطة 48 و تساوى مع الاتحاد بعدد النقاط وذلك ما تم، والذي عني بموجب لائحة المسابقة وحسب مواجهات الفريقين المباشرة الأفضلية لنادي الهلال نظراً لتعادلها في لقاء الذهاب وفوزه في لقاء الإياب .
في 28 نوفمبر 2007 اختار الاتحاد الآسيوي لكرة القدم في مدينة سيدني مهاجم الهلال والمنتخب السعودي ياسر القحطاني أفضل لاعب آسيوي لعام 2007 , متقدماً على العراقيين يونس محمود ونشأت اكرم.

## تشكيلة الفريق
- للفريق المصنفة في الدوري المحترفين تشكيل قائمة من 30 لاعب، يحق فيها للنادي تسجيل أربعة لاعبين محترفين أجانب من ضمنهم لاعب آسيوي واحد ولا يسمح بإضافة أو استبدال لاعب آخر من قائمة إلا خلال فترة التسجيل الثانية، ويحق لأي لاعب المشاركة في الدرجة الأدنى إذا كان سنه يسمح في ذلك، تشكيلة وأرقام لاعبي الفريق

| الرقم          | الأسم              | الجنسية                     | التمركز            | تاريخ الميلاد (العمر) | الملاحظات   |
| حراس المرمى    | حراس المرمى        | حراس المرمى                 | حراس المرمى        | حراس المرمى           | حراس المرمى |
| -------------- | ------------------ | --------------------------- | ------------------ | --------------------- | ----------- |
| 1              | محمد الدعيع        | السعودية                    | الحارس الأساسي     | 2 أغسطس 1972          |             |
| 22             | فهد الشمري         | السعودية                    | حارس المرمى الثاني | 5 مايو 1981           |             |
| المدافعون      |                    |                             |                    |                       |             |
| 3              | مارسيلو تفاريس     | البرازيل                    | قلب دفاع           | 1 نوفمبر 1984         |             |
| 29             | ماجد المرشدي       | السعودية                    | قلب دفاع           | 1 نوفمبر 1984         |             |
| 70             | فهد المفرج         | السعودية                    | مدافع              | 24 أكتوبر 1990        |             |
| 2              | خالد العنقري       | السعودية                    | ظهير أيمن          | 15 سبتمبر 1992        |             |
| 4              | عبد الله الزوري    | السعودية                    | ظهير أيسر          | 13 أغسطس 1987         |             |
| 12             | عبد العزيز الخثران | السعودية                    | أيسر               | 31 يوليو 1973         |             |
| 13             | محمد نامي          | السعودية                    | ظهير أيمن          | 2 نوفمبر 1983         |             |
| لاعبي خط الوسط |                    |                             |                    |                       |             |
| 6              | خالد عزيز          | السعودية                    | محور دفاعي         | 14 يوليو 1981         |             |
| 27             | سلطان البرقان      | السعودية                    | محور دفاعي         | 17 أبريل 1983         |             |
| 6              | عبد اللطيف الغنام  | السعودية                    | محور دفاعي         | 16 أغسطس 1985         |             |
| 11             | عبد العزيز الدوسري | السعودية                    | وسط هجومي / أيسر   | 11 أكتوبر 1988        |             |
| 13             | عمر الغامدي        | السعودية                    | وسط هجومي / أيمن   | 11 أبريل 1979         |             |
| 15             | أحمد الفريدي       | السعودية                    | وسط                | 26 يناير 1988         |             |
| 14             | طارق التايب        | ليبيا                       | وسط                | 28 فبراير 1977        |             |
| 10             | محمد الشلهوب       | السعودية                    | وسط هجومي / أيسر   | 8 ديسمبر 1980         |             |
| المهاجمين      |                    |                             |                    |                       |             |
| 18             | أحمد الصويلح       | السعودية                    | مهاجم              | 14 فبراير 1986        |             |
| 33             | ليلو مبيلي         | جمهورية الكونغو الديمقراطية | مهاجم              | 10 أغسطس 1987         |             |
| 20             | ياسر القحطاني      | السعودية                    | مهاجم              | 10 أكتوبر 1982        |             |
| 26             | محمد العنبر        | السعودية                    | مهاجم              | 22 مارس 1985          |             |

## غير تنافسية

### إعتزال الأسطورة سامي الجابر
في 24 أغسطس 2007 أعلن الإسطورة سامي الجابر اعتزاله نهائياً لكرة القدم بعد مسيرة حافلة بالإنجازات، استقبل نادي الهلال السعودي في 21 يناير 2008 نادي مانشستر يونايتد حامل اللقب موسم الدوري الإنجليزي الممتاز لكرة القدم 2007–08 شارك فيها عدد من اللاعبين البارزين أمثال محمد نور , مالك معاذ , أحمد عطيف , أسامة هوساوي وسط حشد جماهيري بلغ نحو 75 ألف متفرج لوداعه في ملعب الملك فهد الدولي بالعاصمة الرياض, منهياً بذلك مسيرته الرياضية كلاعب كرة قدم بتحقق 24 بطولة مع نادي الهلال و 4 بطولات مع المنتخب السعودي .
| 21 يناير 2008 مباراة ودية | الهلال                                                        | 3–2   | مانشستر يونايتد                                     | الرياض، السعودية                                                |
|                           | القحطاني 19' · الجابر 39' (ركلة.) · الشلهوب '54 · الخراشي 73' | تقرير | 25' تيفيز · 33' رونالدو · 87' فيديتش · '1+90 ويلبيك | الملعب: ملعب الملك فهد الدولي الحضور: 75.000 الحكم: سعد الكثيري |

## مسابقات تنافسية
| منافسة               | بداية الجولة  | نهائي المركز / الجولة | المباراة الأولى | المبارة الاخيرة |
| -------------------- | ------------- | --------------------- | --------------- | --------------- |
| دوري السعودي الممتاز | الجولة الأولى | البطل                 | 23 أغسطس 2007   | 13 أبريل 2008   |
| دوري أبطال آسيا 2007 | ربع النهائي   | ربع النهائي           | 19 سبتمبر 2007  | 26 سبتمبر 2007  |
| كأس ولي العهد        | دور الستة عشر | البطل                 | 8 فبراير 2008   | 7 مارس 2008     |
| كأس الملك            |               | ربع النهائي           |                 |                 |

### ترتيب جدول الدوري السعودي الممتاز
|   | الفريق  | لعب | فاز | تعادل | خسر | له | عليه | ف.أ | النقاط |
| - | ------- | --- | --- | ----- | --- | -- | ---- | --- | ------ |
| 1 | الهلال  | 22  | 14  | 6     | 2   | 36 | 13   | +23 | 48     |
| 2 | الاتحاد | 22  | 14  | 6     | 2   | 40 | 16   | +24 | 48     |
| 3 | الشباب  | 22  | 11  | 9     | 2   | 39 | 21   | +18 | 42     |
| 4 | الاتفاق | 22  | 10  | 5     | 7   | 34 | 25   | +9  | 35     |

#### ملخص النتائج
| شامل | شامل | شامل | شامل | شامل | شامل | شامل | شامل | على أرضه | على أرضه | على أرضه | على أرضه | على أرضه | على أرضه | خارج أرضه | خارج أرضه | خارج أرضه | خارج أرضه | خارج أرضه | خارج أرضه |
| لعب  | ف    | ت    | خ    | أ.ل  | أ.ع  | ف.أ  | ن    | ف        | ت        | خ        | أ.ل      | أ.ع      | ف.أ      | ف         | ت         | خ         | أ.ل       | أ.ع       | ف.أ       |
| ---- | ---- | ---- | ---- | ---- | ---- | ---- | ---- | -------- | -------- | -------- | -------- | -------- | -------- | --------- | --------- | --------- | --------- | --------- | --------- |
| 22   | 14   | 6    | 2    | 36   | 13   | +23  | 48   | 7        | 3        | 2        | 17       | 7        | +10      | 7         | 3         | 0         | 19        | 6         | +13       |

مصدر: دوري المحترفين 2007-2008

#### نتائج بالجولة
فوز
  تعادل
  خسارة
  مؤجلة
| جولة    | 1 | 2 | 3 | 4 | 5 | 6 | 7 | 8 | 9 | 10 | 11 | 12 | 13 | 14 | 15 | 16 | 17 | 18 | 19 | 20 | 21 | 22 |
| ------- | - | - | - | - | - | - | - | - | - | -- | -- | -- | -- | -- | -- | -- | -- | -- | -- | -- | -- | -- |
| الملعب  | H | A | H | A | A | H | A | H | H | A  | H  | A  | H  | A  | H  | H  | A  | H  | A  | A  | H  | A  |
| النتيجة | W | W | W | W | W | L | W | W | W | D  | D  | W  | D  | W  | L  | W  | W  | D  | W  | D  | D  | W  |
| المركز  | 1 | 1 | 1 | 1 | 1 | 3 | 2 | 2 | 1 | 1  | 1  | 1  | 1  | 1  | 1  | 1  | 1  | 2  | 2  | 2  | 2  | 1  |

#### مباريات الدوري[9]
فوز
  تعادل
  خسارة
  مؤجلة
| 23 أغسطس 2007 01    | الهلال                                               | 5–0   | الوطني | الرياض                          |
| 18:35 (ت ع م+03:00) | التايب 8'، 11'، 70' · العنقري 13' · الصويلح 43'، 45' | تقرير |        | الملعب: ملعب الأمير فيصل بن فهد |

| 30 سبتمبر 2007 06   | الهلال                                 | 1–2   | نجران                               | الرياض |
| 20:15 (ت ع م+03:00) | التايب 60' · الصويلح 86' · الصويلح 87' | تقرير | سعد 21' 37' · سافي 62' · اليامي 65' | الملعب: ملعب الملك فهد الدولي الحضور: 15,000 الحكم: علي المطلق * تراجع مركز نادي الهلال بعد المباراة إلى المركز التاسع برصيد 3 نقاط في انتظار أربع مباريات مؤجلة بعد هزيمته من قبل نادي نجران على أرضه وبين جمهوره. |

| 18 أكتوبر 2007 07   | القادسية                | 2–4   | الهلال                               | الدمام                                                  |
| 17:45 (ت ع م+03:00) | السهلاوي 1' · الزوي 77' | تقرير | الصويلح 33' · القحطاني 57'، 70'، 76' | الملعب: ملعب الأمير محمد بن فهد الحكم: عبدالرحمن العمري |

| 28 أكتوبر 2007 08   | الهلال                                 | 2–0   | الحزم                                   | الرياض                                               |
| 17:50 (ت ع م+03:00) | القحطاني 32' · الدعيع 90' · العنبر 93' | تقرير | 21' المرحوم · 22' المطيري · 86' الخيبري | الملعب: ملعب الأمير فيصل بن فهد الحكم: مطرف القحطاني |

| 06 نوفمبر 2007 02   | النصر                                                                | 1–3   | الهلال                                                                                   | الرياض                                                        |
| 16:45 (ت ع م+03:00) | المطيري 14' · الحارثي 17' · البحري 46' · الزهراني 68' · القحطاني 73' | تقرير | 11' الخثران · 15' الزوري · 40' المفرج · 44' نامي · 51' الكلثم · 65' المفرج · 69' الخثران | الملعب: استاد الأمير عبد الله الفيصل الحكم: عبدالرزاق المقهوي |

| 01 ديسمبر 2007 11   | الهلال                              | 0–0   | الاتحاد              | الرياض |
| 16:30 (ت ع م+03:00) | الخثران 53' · تفاريس 72' · القحطاني | تقرير | 22' الدوخي · 79' نور | الملعب: ملعب الأمير فيصل بن فهد الحضور: 20,000 الحكم: * فرط الهلال في كسب مباراته عندما أضاع ياسر القحطاني ركلة جزاء في الدقيقة الأخيرة من المباراة وبذلك رفع الاتحاد رصيده إلى 24 نقطة و الهلال إلى 13نقطة. |

| 05 ديسمبر 2007 12   | الوطني                                                                          | 0–1   | الهلال                                                                                 | تبوك                                                        |
| 16:30 (ت ع م+03:00) | تراوري 50' · أبو قدعة 52' · المولد 56' · أبوجابر 56' · الحمدان 86' · البلوي 92' | تقرير | 8' امبيلي · 14' الغامدي · 14' القحطاني · 50' (ركلة.) الشلهوب · 33' الكلثم · 87' الدعيع | الملعب: ملعب مدينة الملك خالد الرياضية الحكم: خالد الزهراني |

| 10 ديسمبر 2007 09   | الهلال                                            | 2–0   | الاتفاق               | الرياض                                           |
| 16:30 (ت ع م+03:00) | تفاريس 22' · القحطاني 25' · امبيلي 56' · نامي 63' | تقرير | 20' بشير · 70' النجعي | الملعب: ملعب الأمير فيصل بن فهد الحكم: خليل جلال |

| 14 ديسمبر 2007 13   | الهلال                                  | 1–1   | النصر                                          | الرياض                                         |
| 16:30 (ت ع م+03:00) | القحطاني 20' · الخثران 73' · الزوري 84' | تقرير | 40' الحارثي · 55' 63' المطيري · 75' ع.المرداسي | الملعب: ملعب الأمير فيصل بن فهد الحضور: 30,000 |

| 28 ديسمبر 2007 14   | الطائي | 0–2   | الهلال                                                          | حائل                                                  |
| 16:40 (ت ع م+03:00) |        | تقرير | 55' 27' المفرج · 60' المبارك · 68' تفاريس · 85' (ركلة.) الشلهوب | الملعب: ملعب مدينة الأمير عبدالعزيز بن مساعد الرياضية |

| 02 يناير 2008 15    | الهلال                                                                | 1–3   | الأهلي                                                                   | الرياض                          |
| 16:35 (ت ع م+03:00) | البرقان 15' · نامي 58' · التايب 70' (ركلة.) · عزيز 85' · تفاريس 90+2' | تقرير | 11' هزازي · 14'، 50' بيانو · 22' عباس · 44' صاحب · 75' الثقفي · 80' معاذ | الملعب: ملعب الأمير فيصل بن فهد |

| 07 يناير 2008 05    | الوحدة | 0–1   | الهلال                                | مكة                                     |
| 16:35 (ت ع م+03:00) |        | تقرير | 41' المؤشر · 43' العنقري · 46' المؤشر | الملعب: مدينة الملك عبد العزيز الرياضية |

| 12 يناير 2008 16    | الهلال                                                          | 3–1   | الوحدة       | الرياض                          |
| 16:50 (ت ع م+03:00) | مبيلي 18' نامي 39' · التايب 43' (ركلة.) · المؤشر 50' تفاريس 63' | تقرير | 16' المحياني | الملعب: ملعب الأمير فيصل بن فهد |

| 18 يناير 2008 03    | الهلال                                                                   | 2–0   | الطائي                               | الرياض                          |
| 16:45 (ت ع م+03:00) | المؤشر 29' · التايب 30' · تفاريس 42' · القحطاني 87' · التايب 92' (ركلة.) | تقرير | 46' الرديعان · 51' حامد · 85' الشمري | الملعب: ملعب الأمير فيصل بن فهد |

| 25 يناير 2008 17    | نجران                  | 0–2   | الهلال                   | نجران                     |
| 12:50 (ت ع م+03:00) | الصقور 29' · مبارك 50' | تقرير | 3' الزوري · 81' القحطاني | الملعب: ملعب نادي الأخدود |

| 18 فبراير 2008 04   | الأهلي               | 1–2   | الهلال                                                                | جدة                                  |
| 17:10 (ت ع م+03:00) | درويش 79' · معاذ 91' | تقرير | 46' تفاريس · 70' التايب · 72' تفاريس · 46' م. القحطاني · 93' القحطاني | الملعب: استاد الأمير عبد الله الفيصل |

| 22 فبراير 2008 18   | الهلال | 0–0   | القادسية    | الرياض                          |
| 17:10 (ت ع م+03:00) |        | تقرير | 57' العتيبي | الملعب: ملعب الأمير فيصل بن فهد |

| 13 مارس 2008 19     | الحزم                   | 0–1   | الهلال                  | الرس                    |
| 17:20 (ت ع م+03:00) | المرحوم 10' · مناور 84' | تقرير | 15' المرشدي · 92' مبيلي | الملعب: ملعب نادي الحزم |

| 30 مارس 2008 20     | الاتفاق               | 1–1   | الهلال                  | الدمام                          |
| 18:25 (ت ع م+03:00) | تاغو 55' · النجعي 91' | تقرير | 25' تفاريس · 71' السعود | الملعب: ملعب الأمير محمد بن فهد |

| 04 أبريل 2008 10    | الشباب                                        | 1–1   | الهلال                                                        | الرياض                          |
| 18:25 (ت ع م+03:00) | الموينع 26' · عطيف 42' · الشمراني 58' (ركلة.) | تقرير | عزيز 33' · السعود 37' · الهليل 50' · الفريدي 71' · التايب 87' | الملعب: ملعب الأمير فيصل بن فهد |

| 09 أبريل 2008 21    | الهلال     | 0–0   | الشباب                 | الرياض                                                   |
| 18:30 (ت ع م+03:00) | الزوري 90' | تقرير | 49' شهيل · 86' العاشور | الملعب: ملعب الأمير فيصل بن فهد الحكم: ساشا الكسندر كيفر |

| 13 أبريل 2008 22    | الاتحاد                                             | 0–1   | الهلال                                                             | جدة                                                        |
| 18:30 (ت ع م+03:00) | فلاته 24' · تشيكو 42' · المنتشري 51' · القحطاني 70' | تقرير | 22' الزوري · 48' القحطاني · 22' التايب · 83' الغنام · 88' القحطاني | الملعب: استاد الأمير عبد الله الفيصل الحكم: ماتيو كرفولوني |

#### البطل
| بطل الدوري السعودي للمحترفين            |
| --------------------------------------- |
|                                         |
| نادي الهلال (السعودية) اللقب الحادي عشر |

### كأس ولي العهد
| 08 فبراير 2008 دور الستة عشر | الهلال                                                | 2–0   | النصر                  | الرياض                          |
| 20:10                        | التايب 24' (ركلة.) · القحطاني 80' · مسفر القحطاني 88' | تقرير | 23' راضي · 85' المبارك | الملعب: ملعب الأمير فيصل بن فهد |

| 13 فبراير 2008 ربع النهائي | الهلال                                                | 2–1 (ب.و.إ.) | الحزم                                                     | الرياض                          |
| 20:00                      | الخثران 3' · التائب 15' · القحطاني 26' · القحطاني 95' | تقرير        | 50' الرشيدي · 55' الرشيدي · 94' 101' المطيري · 113' مجرشي | الملعب: ملعب الأمير فيصل بن فهد |

| 26 فبراير 2008 ذهاب نصف نهائي | الشباب | 0–0   | الهلال                                        | الرياض                          |
| 20:15                         |        | تقرير | 31' التايب · 56' مسفر القحطاني · 70' القحطاني | الملعب: ملعب الأمير فيصل بن فهد |

| 01 مارس 2008 إياب | الهلال                                                      | 1–0   | الشباب     | الرياض                          |
| 20:15             | العبيلي 40' (ه.ذ.) · الخثران 41' · الدعيع 72' · الفريدي 74' | تقرير | 79' القاضي | الملعب: ملعب الأمير فيصل بن فهد |

| 07 مارس 2008 النهائي | الهلال                                                                   | 2–0   | الاتفاق               | الرياض                          |
| 20:15                | القحطاني 6' · التايب 27' · التايب 36' (ركلة.) · تفاريس 73' · الغامدي 81' | تقرير | 34' السعيد · 68' بشير | الملعب: ملعب الأمير فيصل بن فهد |

#### البطل
| بطل الدوري السعودي للمحترفين        |
| ----------------------------------- |
|                                     |
| نادي الهلال (السعودية) اللقب السابع |

### المجموعة الثانية
(في الدوحة)
| فريق            | لعب | ف | ت | خ | له | عليه | ف.أ | نقاط |
| --------------- | --- | - | - | - | -- | ---- | --- | ---- |
| السعودية الهلال | 3   | 3 | 0 | 0 | 5  | 1    | +4  | 9    |
| الكويت          | 3   | 2 | 0 | 1 | 4  | 3    | +1  | 6    |
| سلطنة عمان مسقط | 3   | 1 | 0 | 2 | 3  | 4    | -1  | 3    |
| قطر أم صلال     | 3   | 0 | 0 | 3 | 1  | 5    | -4  | 0    |

### دوري أبطال آسيا 2007

#### مرحلة خروج المغلوب

##### ربع النهائي
| 19 سبتمبر 2007 | الوحدة                | 0–0   | الهلال   | إستاد آل نهيان، أبوظبي                     |
|                | خميس 55' · ي. مطر 86' | تقرير | 34' عزيز | الحضور: 12,000 الحكم: عبد الله بليدة (قطر) |

| 26 سبتمبر 2007 | الهلال                                     | 1–1   | الوحدة                             | ملعب الملك فهد الدولي، الرياض |
|                | الخثران 43' · المفرج 60' · طارق التايب 85' | تقرير | 18' إسماعيل مطر · 43' حيدر ألو علي |                               |

- تأهل نادي الوحدة على حساب نادي الهلال في مباراة الإياب بتعادل إيجابي خارج ملعبه ويقصي الهلال من ربع النهائي البطولة الأسيوية

### كأس خادم الحرمين الشريفين
كافة بتوقيت محلية, ت ع م+03:00 (ت ع م+03:00).
| 19 أبريل 2008 دور الثمانية | الهلال    | 0–0 | الوحدة                                 | الرياض |
| 20:30                      | السعود 60 |     | 53 الهزاني 59 الموسى 71 مصطفى الكويكبي |        |

| 25 أبريل 2008 دور الثمانية | الوحدة                        | 1–2 | الهلال                         | مكة |
| 20:30                      | مصطفى 29 · الموسى 45' (ركلة.) |     | 3'، 12' 13 التايب · 77 البرقان |     |

| 1 مايو 2008 ذهاب نصف نهائي | الاتحاد                                                              | 4–1 | الهلال                                                        | جدة                                 |
| 20:30                      | نور 19' (ركلة.) · المنتشري 31 · كيتا 50 68'، 82'، 2+90' · كريري 4+90 |     | ، 5+90' 64 المرشدي · 71' 86 الخثران · 82 القحطاني · 88 تفاريس | الملعب: استاد الامير عبدالله الفيصل |

| 11 مايو 2008 إياب نصف نهائي | الهلال                                 | 1 – 2 | الاتحاد                         | الرياض |
| 20:30                       | الفريدي 17 · المفرج 30' 71 · الزوري 35 |       | 1' نور · 77 ال نتيف · 90' الفيس |        |

| 13 مايو 2008 المركز الثالث | الحزم                | 1–1 | الهلال                      |  |
| 20:30                      | المطيري · المولد 37' |     | تفاريس · التائب · 85' خيرات |  |